# Filipe Abranches
Filipe Abranches (né le 5 novembre 1965 à Lisbonne) est un auteur de bande dessinée et réalisateur de courts-métrages portugais.

## Biographie
Étudiant en histoire puis en cinéma, il publie ses premières bandes dessinées dans des fanzines et dans de nombreuses revues comme Graphic, Lx Comics, Combate, Ai-Ai, Azul BD Três (sous le pseudonyme de Laurinda Martins), etc.
Son premier ouvrage publié en France est Pelure amère, publié chez Amok en 1994. À partir de 1998, il réalise História de Lisboa avec l'historien A. H. de Oliveira Marques, série sur la capitale portugaise publiée par Assirio & Alvim et la Câmara Municipal de Lisboa.

## Publications en français
- Pelure amère, Amok, 1994
- Participations au Cheval sans tête, Amok, 1996-1998.
- Histoire de Lisbonne : Ier siècle av. J.-C. - 1580 (dessin), avec A. H. de Oliveira Marques (scénario), Amok, 2000[2].
- Récit sans titre dans Comix 2000, Paris, L'Association, 1999, p. 5-10.